# Einaudi Letteratura
Einaudi Letteratura è stata una collana di Giulio Einaudi Editore dal 1969 al 1983, con testi di "letteratura" ma spinta al suo estremo, vicini all'arte visiva (soprattutto alla fotografia). La collana aveva due formati, anche quello piccolo conteneva a volte degli inserti fotografici o d'illustrazione.

## Volumi della collana
- 1969
  - 1. Samuel Beckett, Teste-morte, trad. di Valerio Fantinel e Guido Neri (contiene: Da un'opera abbandonata, Basta,  Immaginazione morta immaginate e Bing)
  - 2. Georges Bataille, L'azzurro del cielo, prefazione di Jacques Reda; nota bibliografica di Guido Neri; trad. di Oreste Del Buono
- 1970
  - 3. Sebastiano Vassalli, Tempo di màssacro: romanzo di centramento e sterminio
  - 4. Lawrence Ferlinghetti, Lei, trad. di Floriana Bossi
  - 5. Lucio Fontana, Concetti spaziali, a cura di Paolo Fossati
  - 6. Edoardo Sanguineti, Il giuoco del Satyricon: un'imitazione da Petronio
  - 7. Bruno Corra, Sam Dunn è morto: racconto insolito, con una nota di Mario Verdone
  - 8. Robert Pinget, Inchiesta su Martin: suite radiofonica, trad. di Clara Lusignoli; nota di Guido Neri
  - 9. Osip Ėmil'evič Mandel'štam, Il rumore del tempo, Feodosia e Il francobollo egiziano, trad. di Giuliana Raspi
  - 10. Anton Giulio Bragaglia, Fotodinamismo futurista, con un regesto di Antonella Vigliani Bragaglia; saggi di Maurizio Calvesi, Maurizio Fagiolo, Filiberto Menna e un'introduzione di Giulio Carlo Argan (n. ed. aumentata d'appendice, 1980)
  - 11. Man Ray, Oggetti d'affezione, con una nota di Paolo Fossati
  - 12. André Breton, Antologia dell'humour nero, a cura di Mariella Rossetti e Ippolito Simonis
  - 13. Paradise Now, testo collettivo del Living Theatre scritto da Julian Beck e Judith Malina; a cura di Franco Quadri
- 1971
  - 14. La parola interdetta: poeti surrealisti portoghesi, a cura di Antonio Tabucchi
  - 15. Louis-Ferdinand Céline, Colloqui con il professor Y, trad. di Lino Gabellone e Gianni Celati
  - 16. Fausto Melotti, Lo spazio inquieto, con 48 fotografie di Ugo Mulas e uno scritto di Italo Calvino; a cura di Paolo Fossati
  - 17. Julio Cortázar, Storie di cronopios e di famas, trad. di Flaviarosa Nicoletti Rossini; con una nota di Italo Calvino
  - 18. Jorge Luis Borges, Elogio dell'ombra seguito da un Abbozzo di autobiografia, a cura di Norman Thomas Di Giovanni; trad. di Francesco Tentori Montalto
  - 19. Karel Čapek, R.U.R. e l'affare Makropulos, con una nota di Angelo Maria Ripellino
  - 20. Walter Benjamin, Immagini di città, nota di Péter Szondi; trad. di Marisa Bertolini
  - 21. Bruno Munari, Codice ovvio, a cura di Paolo Fossati
  - 22. Filippo Tommaso Marinetti, Poesie a Beny, trad. di Vera Dridso
  - 23. Claude Simon, Storia, trad. di Guido Neri
- 1972
  - 24. André Breton, Nadja, nota di Lino Gabellone; trad. di Giordano Falzoni
  - 25. Samuel Beckett, Senza e Lo spopolatore, a cura di Renato Oliva
  - 26. Ernst Toller, Una giovinezza in Germania, a cura di Emilio Castellani
  - 27. Bertolt Brecht, L'abici della guerra, trad. di Roberto Fertonani
  - 28. Cesare Brandi, Budda sorride
- 1973
  - 29. Gottfried Benn, Romanzo del fenotipo e Il tolemaico, a cura di Luciano Zagari
  - 30. Walter Benjamin, Infanzia berlinese, trad. di Marisa Bertolini Peruzzi
  - 31. Ugo Mulas, La fotografia, a cura di Paolo Fossati
- 1974
  - 32. Samuel Beckett, Non io, trad. di John Francis Lane
  - 33. Henri Michaux, Un barbaro in Asia, trad. di Diana Grange Fiori
  - 34. Carlo Emilio Gadda, Meditazione milanese, a cura di Gian Carlo Roscioni
  - 35. André Breton, L'amour fou, trad. di Ferdinando Albertazzi
  - 36. Alberto Savinio, Hermaphrodito, con una nota di Gian Carlo Roscioni
- 1975
  - 37. Raymond Roussel, Locus Solus seguito da Come ho scritto alcuni miei libri, in appendice: Concezione e realtà in Raymond Roussel di Michel Leiris, a cura di Paola Decina Lombardi
  - 38. Oskar Schlemmer, László Moholy-Nagy, Farkas Molnár, Il teatro del Bauhaus, con uno scritto di Walter Gropius; nota di Filiberto Menna; trad. di Renato Pedio
  - 39. Giulio Paolini, Idem, con un testo introduttivo di Italo Calvino
  - 40. Claude Simon, Trittico, trad. di Nanni Balestrini
  - 41. Francesco Lo Savio, Spazio e luce, a cura di Germano Celant
  - 42. Walter Benjamin, Sull'hascisch, testimonianze di Jean Selz; trad. e nota di Giorgio Backhaus
  - 43. Francesco Paolo Michetti, fotografo, a cura di Marina Miraglia
  - 44. Alberto Burri, a cura di Vittorio Rubiu
- 1976
  - 45. Italo Cremona, Armi improprie
  - 46. Umberto Saba, Ernesto
  - 47. Ignazio Cugnoni fotografo, a cura di Sebastiano Porretta
  - 48. Jiří Kolář, Collages, con uno scritto di Angelo Maria Ripellino
  - 49. Valentin Petrovič Kataev, L'erba dell'oblio, trad. di Sergio Molinari
  - 50. Cesare Zavattini e Gianni Berengo Gardin, Un paese vent'anni dopo
- 1977
  - 51. Giorgio De Marchis, Giacomo Balla: l'aura futurista
  - 52. Giuseppe Penone, Rovesciare gli occhi, con lo scritto Lo scultore Giuseppe Penone di Jean Christophe Amman
  - 53. Alberto Savinio, Scatola sonora, introduzione di Luigi Rognoni
  - 54. Uliano Lucas (Edgardo Pellegrini), Emigranti in Europa
  - 55. Ferdinando Scianna, La villa dei mostri: con un'antologia di viaggiatori, introduzione di Leonardo Sciascia
- 1978
  - 56. Giannotto Bastianelli, Il nuovo dio della musica, a cura di Marcello de Angelis
  - 57. Luciano Fabro, Attaccapanni
  - 58. Samuel Beckett, Racconti e teatro, trad. di Edda Melon, Floriana Bossi, Carlo Fruttero e Franco Lucentini (contiene: Per finire ancora e altri fallimenti, Rima e Sugli)
  - 59. Cesare Brandi, Persia mirabile
  - 60. Walter Benjamin, Tre drammi radiofonici, a cura di Umberto Gandini
- 1979
  - 61. Henri Matisse, Scritti e pensieri sull'arte, raccolti e annotati da Dominique Fourcade; trad. di Maria Mimita Lamberti
  - 62. Michel Leiris, Biffures, prefazione di Guido Neri; trad. di Eugenio Rizzi
- 1980
  - 63. Pierre Klossowski, La vocazione interrotta, a cura di Guido Neri
- 1981
  - 64. Dal simbolismo al Déco: antologia poetica cronologicamente disposta, a cura di Glauco Viazzi
  - 65. Raymond Queneau, Segni, cifre e lettere e altri saggi, introduzione di Italo Calvino; trad. di Giovanni Bogliolo
  - 66. Piero Jahier, Poesie in versi e in prosa, a cura di Paolo Briganti
- 1982
  - 67. Cesare Brandi, Diario cinese
  - 68. Walter Benjamin, Metafisica della gioventù: scritti 1910-18, a cura di Giorgio Agamben
  - 69. Bruno Barilli, Il sorcio nel violino, a cura di Luisa Avellini e Andrea Cristiani; introduzione di Mario Lavagetto
  - 70. Raymond Roussel, Teatro, introduzione e trad. di Brunella Schisa (contiene: La stella in fronte e La polvere di soli)
  - 71. Walter Benjamin, Il concetto di critica nel romanticismo tedesco: scritti 1919-22, a cura di Giorgio Agamben
  - 72. Samuel Beckett, Tre pezzi d'occasione, trad. di Carlo Fruttero e Franco Lucentini (contiene: Un pezzo di monologo, Dondolo e Improvviso nell'Ohio)
  - 73. Carlo Emilio Gadda, Racconto italiano di ignoto del Novecento, a cura di Dante Isella
  - 74. Zeno Birolli, Umberto Boccioni: racconto critico
- 1983
  - 75. Luigi Veronesi, Fotogrammi e fotografie, 1927-80, con lo scritto Veronesi fotografo di Paolo Fossati
  - 76. Carlo Emilio Gadda, Il palazzo degli ori
  - 77.
  - 78. Walter Benjamin, Strada a senso unico: scritti 1926-27, a cura di Giorgio Agamben
  - 79. Filippo de Pisis, Ver-vert, a cura di Bona de Pisis e Sandro Zanotto